# 金平鹿
金平鹿（こんへいか）は、紀伊国熊野の海を荒らし回った鬼の大将。文献によっては、海賊多娥丸（たがまる）などとも記されている。熊野灘の鬼の岩屋を本拠として棲み、数多くの鬼共を部下にしていたという。

## 伝説の概要
鬼ヶ城は断崖絶壁で、海が静かな時にしか近づけないところであり、ここに鬼神が住んで郷民を悩ませていた。平城天皇の頃、鈴鹿山の鬼神を退治した征夷大将軍坂上田村丸が、紀伊国の鬼の話を聞いて討伐しようと二木島を経由して船で岩屋へと近づいた。鬼の大将である金平鹿は手下を集め「田村丸は物の数ではないが、観音の加護があるので我々の神通力が効かないかもしれない」と食料を運び込んだ岩屋の石の戸を閉めてじっと閉じ籠った。田村丸が攻めあぐねていると、沖にある島の上に菩薩のような一人の童子が現れ、弓矢を携え田村丸を手招きした。かしこまる田村丸に「私が舞を舞うから、軍勢も一緒に舞おう」と童子が語り、船を並べた舞台の上で舞い遊んだ。その妙なる調べに、鬼の大将は何事かと石の戸を少し開けて顔を出したところを、田村丸はここぞとばかりに童子から授かった弓を引き矢を放つと、矢は金平鹿の左眼に命中した。すると岩屋の中から金平鹿の手下の鬼たち800人が飛び出してきたが、田村丸の千の矢先にことごとく倒れた。千手観音の化身であった童子は、光を放って飛び去り、童子があらわれた島は魔見るか島と呼ばれ、鬼ノ本（木ノ本）もこの故事から付けられた地名である。
金平鹿の首は井土村の谷間に埋められ、祟りをもたらさぬよう「さしもぐさたたりをなさじ」と念じて封じ込めた。将軍は大泊の奥に観音堂を建立して、守り本尊の千手観音像を納め清水寺と名付けた。
三重県熊野市井戸町に鎮座する大馬神社に、鬼ヶ城に於ける討伐で、賊の頭（かしら）の首を地中に埋め、その上に社殿を造ったとの伝承がある。この賊の頭（かしら）が海賊多娥丸（たがまる）とされている。

## 金平鹿に関する場所
鬼の岩屋
坂上田村丸に対抗するためにたてこもった岩屋と伝えられる。
魔見ヶ島
鬼ヶ城の沖にある小島、観音の化身である童子が舞いを舞ったと伝えられる。
泊観音（清水寺）
田村丸が千手観音を安置して建立したと伝えられる。
大馬神社
坂上田村丸が金平鹿の首を埋めたところに社殿を建てたと伝えられる。

## 熊野と坂上田村麻呂
熊野の鬼退治伝説は、坂上田村麻呂が熊野へ遠征している事で成立しているが、田村麻呂が熊野へ遠征した歴史的事実は確認できない。
桐村栄一郎は、先に「時の権力に抵抗する勢力を鎮圧した」伝承があり、時代と共に伝承の中身や主役が入れ替わったのではないかとしている。『熊野山略記』には、「桓武天皇の頃に熊野山が蜂起し、併せて南蛮の乱も起き、熊野三党（榎本氏、宇井氏、穂積氏（藤白鈴木氏））に征伐せよとの勅命が下ったとある。嵯峨天皇の弘仁元年（810年）、熊野三党は大将の愛須礼意と孔子を討ったが、悪事高丸は討ち逃した。東国に逃げた高丸を坂上田村丸が征伐した」とある。『熊野山略記』では熊野三党が主役で田村麻呂は脇役であるが、「南蛮」が「鬼」に、「榎本、宇井、鈴木」が「田村麻呂」に入れ替わったのが熊野の坂上田村麻呂伝説のルーツではと推測している。